# Sad Songs (Say So Much)
"Sad Songs (Say So Much)" er en sang af den britiske sanger Elton John fra albummet Breaking Hearts (1984). Sangen er den siste på sporlisten og er skrevet af Elton John og Bernie Taupin.

## Udgivelse og indspilning
Sangen blev indspillet i december 1983 og udgivet som albummets første single i maj 1984. Teksten beskriver hvordan man nogle gange nødt til at lytte til gamle klassiske sange på radio når man er følelse ned eller når nogen elskede har forladt dig. I USA nåede sangen nummer fem på Billboard Hot 100 og i Storbritannien nummer syv på UK Singles Chart.

## Hitlister
| Hitliste (1984)                   | Placering |
| --------------------------------- | --------- |
| Østrig (Ö3 Austria Top 40)        | 4         |
| Canada (Top Singles)              | 4         |
| Canada (Adult Contemporary)       | 1         |
| Tyskland (Media Control Charts)   | 18        |
| New Zealand (RIANZ)               | 8         |
| Schweiz (Schweizer Hitparade)     | 3         |
| Storbritannien (UK Singles Chart) | 7         |
| USA (Billboard Hot 100)           | 5         |

## Musikere
- Elton John – piano, keyboard, vokal
- Davey Johnstone – guitar, baggrundsvokal
- Dee Murray – basguitar, baggrundsvokal
- Nigel Olsson – trommer, baggrundsvokal